# Nicolás Leoz Almirón
Nicolás Leoz Almirón (Pirizal, Departament del President Hayes, 10 de setembre de 1928 - Asunción, 29 d'agost de 2019) va ser un dirigent esportiu paraguaià. La seva activitat més destacada va ser la d'exercir la presidència de la Confederació Sud-americana de Futbol durant sis períodes consecutius, entre l'1 de maig de 1986 i el 30 d'abril de 2013, moment en el qual va renunciar en veure's involucrat en un cas de corrupció. Actualment es trobava investigat pel Departament de Justícia dels Estats Units a causa d'un ampli cas de corrupció que inclou suborns frau i blanqueig de diners. Estava en tràmit la seva extradició als Estats Units.

## Biografia

### Primers anys
La seva infància la va passar a Pirizal, un petit poble situat a 78 km, muntanya endins, del complex industrial de la firma Carlos Casado, sobre el Riu Paraguai, al districte de Puerto La Victoria, antigament denominat Puerto Casado. La casa era inicialment de fusta; el dormitori patern i el dels fills tenien pis de terra.
Ell i el seu germà, Eusebio, van cursar els primers estudis a l'escola de Puerto Casado, mentre que el seu altre germà Guillermo va ser alumne del Col·legi San José d'Asunción, on més tard també hi va estudiar l'Eusebio.
El 1938 la seva família es va traslladar a Asunción a una casa situada al carrer Rio de la Plata, cantonada amb Díaz de Solís.
La mare controlava la seva llibreta de qualificacions sense patir desil·lusions i, encara que no aconseguia molt bones notes, es distingia per la seva bona conducta. En una ocasió va obtenir un 10 de qualificació (la nota més alta) i va córrer content a mostrar-la a la seva mare que va comentar: "és cert, fill, és un 10 (deu) però… en gimnàstica". Allí es va adonar que a tan primerenca edat ja li agradava l'esport, tant que tots els diumenges amb els seus germans César i Modesto anaven a la pista del club Atlántida a observar els partits de futbol.
Va començar a treballar a l'edat de catorze anys com a venedor, amb Bernardo Ismajovich, proveïts de valises amb, pintes, talcs, mocadors i teles per a ús femení.
El primer vincle amb el futbol va ser com a jugador d'inferiors en la posició d'interior dret al Club Atlántida. No obstant això, era un simpatitzant declarat del club Llibertad, l'estadi del qual porta el seu nom.

### Família
Fill de Gregorio Leoz Latorre (nascut a Espanya) i Petrona Almirón Bogarín (nascuda a Luque, Paraguai); filla del llavors Jutge de Pau de Luque.
Els seus germans es diuen Guillermo, Pomposa, Sara, Eusebio, César, Modest i María Teresa. A més, té 2 germans grans, Isidoro i Cesáreo, fruit de les primeres núpcies del seu pare amb Eudosia Carmen Zorrilla, quan es va establir a l'Argentina. Els seus avis paterns van ser Cesáreo Leoz Guinda i Míguela Latorre. Els seus besavis paterns van ser Manuel Leoz Ramón i Manuela Guinda Baztam.
Les filles del seu primer matrimoni són Nora Cecilia i María Celeste; els seus nets Thalía, Sofia i Mauricio. En segones núpcies es casa amb María Clemencia Pérez, dama colombiana amb qui té dos fills: Josué Nicolás i Mateo Nicolás.

## Trajectòria professional
| Any                   | Activitat destacable |
| --------------------- | --- |
| 1940-1950             | Va començar com a periodista esportiu amb el senyor Pablo Acosta, en la llavors Radio Càrites d'Asunción, en "Corporació Esportiva Còndor". Després va passar per altres mitjansde ràdio i de la premsa escrita al costat de mestres, companys i col·legues com Gerardo Halley Mora, Pedro García Arias, Néstor Romero Valdovinos, Milciades Aguayo, Sindulfo Martínez. |
| 1950-1962             | Va ser professor d'història en el Col·legi Nacional de la Capital, en l'ex Nacional de Nenes i a l'Escola Nacional de Comerç N° 1 "Alfonso B. Campos". Director d'empreses d'alumini, immobiliàries i agrícola-ramadera. |
| 1957                  | Va estudiar dret a la "Facultat de Dret i Ciències Socials" de la UNA (Universitat Nacional d'Asunción) i com a estudiant va ocupar càrrec en el Poder Judicial com escrivent en els interrogatoris. Es va graduar el 24 de desembre de 1957 als 29 anys. |
| 1957-1977             | President del Tribunal de Justícia de la Confederació Paraguaiana de Bàsquetbol. |
| 1968-1977             | President del Club Libertad de 1968 a 1977. |
| 1971-1973 / 1979-1985 | President de l'Associació Paraguaiana de Futbol. |
| 1972-1974 / 1980-1986 | Vicepresident de la Confederació Sud-americana de Futbol. |
| 1986-2013             | President de la Confederació Sud-americana de Futbol, càrrec que va ocupar entre l'1 de maig de 1986 i el 30 d'abril de 2013; gairebé 27 anys en els quals va ser reelegit en sis períodes en diferents congressos a les ciutats de Bogotà, Asunción (en tres oportunitats), i Mar del Plata, successivament.                                                           |
| 1998-2013             | Membre executiu de la FIFA, en representació de Sud-amèrica. |
| 2002-2004             | Membre de les comissions de l'entitat de Seguretat i Fair Play, Emergència, Estudis Estratègics, Organitzadora de la Copa Mundial de Futbol de 2002, Organitzadora de la Copa FIFA Confederacions i de la Task Force 2004. |

### Distincions especials
- Doctor “Honoris causa” de la Universitat Federal de Rio de Janeiro, Brasil.
- Membre d'Honor de la Universitat Nacional de Sant Agustín d'Arequipa, Perú.
- En el 2005 rep el títol de doctor honoris causa per la privada Universitat Americana d'Asunción, Paraguai.
- L'11 d'octubre de 2008, a l'edat de vuitanta anys, va rebre de la vicepresidència colombiana la nacionalitat d'aquest país. Els motius que el van portar a acceptar aquesta distinció honorífica són que la seva esposa és colombiana, que ell mateix va ser elegit president de la Conmebol a Bogotà, i que segons les seves pròpies paraules, per als paraguaians, "Colòmbia és sinònim d'ajuda, suport i solidaritat".
- L'Avinguda Costanera de Coquimbo portava el seu nom, fins que el maig de 2013 es va anunciar que el nom seria canviat, quan es va saber de la seva participació en actes de corrupció.[6]

## Acusacions de corrupció
L'any 2007, Andrew Jennings, un periodista d'investigació anglès, el va acusar d'haver estat involucrat en un suposat cas de corrupció dins l'àmbit de la FIFA, conjuntament amb Julio Grondona, vicepresident d'aquest ens, vicepresident de la CSF i president de l'Associació del Futbol Argentí.
El novembre de 2010, juntament amb els també dirigents de la FIFA, Ricardo Teixeira i Issa Hayatou, va ser acusat pel programa Panorama de la BBC d'haver acceptat, suposadament, suborns per a la concessió de drets de televisió de la Copa Mundial de Futbol el 1990. Ni Leoz ni la FIFA van respondre a les denúncies. Les acusacions es van conèixer moments abans que la FIFA havia de decidir la seu dels mundials de 2018 i 2022, un dels candidats dels quals era Anglaterra; raó per la qual la BBC va rebre nombroses crítiques.
El maig del 2011, Lord David Triesman, expresident de l'Associació Anglesa de Futbol, acusa la Cambra dels Comuns a quatre dirigents de la FIFA de demanar suborns a canvi de donar suport a la candidatura d'Anglaterra per a la Copa del Món de 2018. Els dirigents involucrats en aquesta acusació van ser Jack Warner qui demanava uns 4 milions de dòlars per construir un centre educatiu al seu país (Trinidad i Tobago) a més de 800.000 dòlars extres, Ricardo Teixeira va demanar "alguna cosa per donar"; quant a Nicolás Leoz a canvi del seu suport va demanar a Lord Triesman la seva intercessió enfront de la corona britànica per obtenir el títol de Cavaller de l'Orde de l'Imperi Britànic.
L'any 2013, la FIFA va reconèixer la culpabilitat de Leoz (segons l'informe d'Hans-Joachim Eckert, president de l'òrgan de decisió de la FIFA, a partir del testimoniatge de Michael J. García, del Comitè d'Ètica), al costat d'altres dirigents de l'entitat com João Havelange i Ricardo Teixeira; això, per haver acceptat suborns, entre els anys 1992 i 2000, de l'empresa de patrocini esportiu International Sport and Leisure. Leoz va justificar la seva actuació al·legant que va donar el rebut a un projecte escolar. No va haver-hi càstig, a causa que els fets es van produir abans de l'establiment del Comitè d'Ètica. No obstant això, Leoz es va veure forçat a renunciar als seus càrrecs en el Comitè Executiu i com a president de la Conmebol.
L'abril de 2016, el nom de Leoz va aparèixer en els documents filtrats a l'escàndol conegut com a Papers de Panamà. Segons les revelacions de la web del Consorci Internacional de Periodistes d'Investigació (ICIJ), Nicolás Leoz com a president de la CONMEBOL i Eduardo Deluca com a secretari general, haurien cobrat i distribuït suborns per un import de 97 milions de dòlars pels drets de retransmissió televisiva de la Copa Libertadores entre els anys 2008 i 2018.

### Fifagate
El 27 de maig de 2015, va ser un dels acusats per l'FBI, juntament amb altres executius de la FIFA, de diversos delictes de corrupció en el marc de l'anomenat Cas Fifagate. El primer de juny de 2015, a Leoz se li va decretar arrest domiciliari a Paraguai. El 17 de novembre de 2017, va ser aprovada la seva extradició als EUA, a l'espera d'executar-se donada l'avançada edat i el seu precari estat de salut. El primer de febrer de 2018, la justícia suïssa, a instàncies de la Conmebol, li va congelar comptes bancaris per més de 30 milions de dòlars. A gener de 2019, Leoz tenia noranta anys i seguia a l'espera d'extradició i de judici.
El 29 d'agost de 2019, Nicolas Leoz, que estava en arrest domiciliari i pendent d'extradició als Estats Units, va morir a l'edat de noranta anys víctima d'un infart.